# Mayr
Mayr je nemški priimek, nosi ga več znanih osebnosti:
- Ernst Mayr (1904—2005), ameriški biolog nemškega rodu
- Irma Hladnik (r. Irma Mayr) (1897—1978), pianistka, klavirska pedagoginja
- Janez Krstnik Mayr (1634—1708), slovenski tiskar
- Michael Mayr (1864—1922), avstrijski politik
- Michael Mayr (*1984), avstrijski hokejist
- Simon Mayr (Marij) (1573—1624), nemški astronom
- Simon Mayr (1763—1845), italijanski skladatelj nemškega rodu